# Липа Олексій Лаврентійович
Олексій Лаврентійович Липа  (17 березня 1907, м. Єлисаветград — 19 грудня 1990) — український ботанік, фахівець у галузі дендрофлори та озеленення.

## Біографія
Народився в м. Єлисаветграді (нині Кропивницький). Доктор біологічних наук, професор (1953). Закінчив Дніпропетровський університет (1930). Працював в Уманському педагогічному інституті, Інституті ботаніки АН УРСР. З 1948 р. завідував кафедрою вищих рослин Київського університету.
Був членом президії Українського ботанічного товариства, обирався членом президії Українського товариства охорони природи. Наукові дослідження проводив у галузі розробки теоретичних і практичних методів акліматизації рослин. Автор технології ступінчастої акліматизації.
Займався питанням охорони ботанічних об'єктів. Член Експертної комісії Мінвузу УРСР, член наукової ради АН УРСР з проблем біосфери та Проблемної ради «Біологічні основи раціонального використання, перетворення та охорони рослинного світу». Незмінний голова секції дендрології і акліматизації УБТ, голова Республіканської секції охорони пам'яток живої природи, член 2-х спеціалізованих вчених рад по захисту дисертація зі спеціальності «Ботаніка»; редакційних колегій і методичних комісій.
Значний внесок він зробив у галузі підготовки кадрів. Липа став засновником школи ботаніки, набрав в неї багато студентів, які потім продовжили його справу. Всього Липою було підготовлено понад 15 кандидатів наук, та 4 доктори наук. Підготував 3 докторів та близько 20 кандидатів наук.
Автор 2-х документальних фільмів «Заповідники і пам'ятки природи України» та «Дендрологічні багатства світу в Радянських субтропіках».

## Наукові публікації
Автор декількох книг, підручника «Систематика вищих рослин» (1963) та ще понад сотні наукових праць:
- «Дендрофлора УРСР» (1930)
- «Дендрологические богатства УССР и их исследование» (1952)
- Липа А. Л. Софиевка, Уманский государственный заповедник: 1796—1946 гг. — К.: 1948 г.
- Липа О. Л. Визначні сади і парки України та їх охорона. — К.: вид. КУ, 1960 р. — 176 с[4].

## Вшанування пам'яті
На честь вченого названо одне із найстаріших дерев на території України — Фісташка Липи.